# バトン (寺岡呼人の曲)
『バトン』は、日本のシンガーソングライター・寺岡呼人のシングル。2014年5月10日にMONKEY BUSINESSより発売された。

## 背景
2013年11月9日 - 10日、寺岡呼人主催の音楽イベント『Golden Circle Vol.18 ～Yohito Teraoka 20th Anniversary Special～』を日本武道館で開催。両日Mr.Childrenの桜井和寿が出演したほか、9日にはゆず、10日には小田和正と植村花菜が出演した。翌週の11月13日 - 14日には大阪城ホールでも同イベントが開催され、両日桜井と奥田民生が出演したほか、13日にはシークレット・ゲストとしてMr.Childrenの鈴木英哉が出演した。本イベントの模様は、2014年1月3日にWOWOWで放送されたほか、1月5日に日本テレビ系音楽番組『LIVE MONSTER』でも紹介された。
「バトン」は、本イベントのために制作された楽曲である。作詞にはイベントに全日出演した桜井も参加しており、寺岡と桜井が2人で歌唱する形で初披露となった。桜井が寺岡ソロの楽曲に携わるのは、2003年にリリースされた「競争る為にだけ生まれてきた訳じゃねぇ」以来約10年ぶりとなる。

## 制作・音楽性
「バトン」について、寺岡呼人は「バトンは、人の一生をグランド一周を走るリレーに例えた歌です。一周を一生懸命走った後、次の命にバトンを渡してゆく。つまずいたり、転んだりしながら、何度も起き上がってゴールを目指して、その汗まみれのバトンを繋いでいくイメージです。そのモチーフを桜井と相談して、楽曲を作りました」とコメントしている。
本作は、作詞を寺岡とMr.Childrenの桜井和寿が、作曲および編曲を寺岡が担当。まず寺岡がデモテープを制作し、歌詞も8割書いたところで「2番とか、もう少し詰めていく上での“アイデアないかなぁ…”」と考え、桜井に歌詞の協力を依頼した。寺岡は「桜井くんには、ことあるごとに曲を作ってもらったり、詞を書いてもらったりしてるので、今回も一緒に何かやりたいということで」と語っている。桜井は「人は愛情も受け継ぐけど、怒りや悲しみも受け継いでしまうこともある。でもそれも優しさに変えていく、みたいな箇所を入れるのはどう?」と提案。また、歌詞の「もしかしたら誰も待ってないかもしれない」の部分も桜井によるものである。桜井は、本作が寺岡主催の音楽イベント『Golden Circle』のテーマソングのような曲だと思う、とも発言している。
本作ではドラムをMr.Childrenの鈴木英哉が演奏している。デモテープでは、リレーや運動会をイメージしたマーチのようなアレンジであったが、鈴木のアイデアにより現在の形になった。

## リリース・プロモーション
CDとアナログEPの2形態で発売。2014年5月10日から6月7日まで、8会場8公演に渡り開催されたライブツアー『Yohito Teraoka tour 2014「BLOOD, SWEAT & LOVE」』の会場での限定発売となった。
2014年4月9日、本作の先行デジタル・ダウンロード配信が開始された。

## 収録曲
1. バトン [6:01]
  - 作詞：寺岡呼人・桜井和寿 / 作曲・編曲・プロデュース：寺岡呼人

読売テレビ・日本テレビ系バラエティ番組『カミングアウトバラエティ!! 秘密のケンミンSHOW』エンディングテーマ[19]。
ミュージック・ビデオが制作されており、タワーレコードの公式YouTubeチャンネルで公開されている[20]。監督は吉田ハレラマが務めた。

## 参加ミュージシャン
- 鈴木英哉 (Mr.Children)：Drums
- 寺岡呼人：Bass, Acoustic Guitar
- 鈴木 "Daichi" 秀行：Electric Guitar, Piano, Keyboards
- 磯貝サイモン：Electric Guitar

## 収録アルバム
- 『Baton』
- 『COLOR』 - 桜井和寿がボーカルで参加した「バトン feat. 桜井和寿」として収録。
- 『MASTER PIECE -maverick- Best of 30 Years』